# Kenguronympha
Kenguronympha – wymarły rodzaj owadów z rzędu świerszczokaraczanów i niejasnej przynależności rodzinowej, obejmujący tylko jeden znany gatunek: Kenguronympha lenta.
Rodzaj i gatunek opisane zostały w 2013 roku przez Daniła Aristowa. Opisu dokonano na podstawie pojedynczej skamieniałości nimfy, odnalezionej w pobliżu wsi Isady, na terenie rosyjskiego obwodu wołogodzkiego i pochodzącej z piętra siewierdowinu w permie.
Owad o ciele długości 6 mm. Jego trapezowate przedplecze miało mniej lub więcej proste krawędzie oraz wąski, nieco szerszy niż dłuższy, ku tyłowi rozszerzony pierścień paranotaliów. Poprzeczne śródplecze było tak duże jak przedplecze, natomiast zaplecza było od nich mniejsze, tak szerokie jak długie. Odnóża cechowały dwukrotnie szersze od goleni uda, zaopatrzone w podłużne listwy. Uda tylnej pary były około trzykrotnie dłuższe niż szerokie i dłuższe od przedplecza. Krótki, gruby, o długości mniejszej od tułowia odwłok był najszerszy na wysokości piątego i szóstego segmentu.